# Mistrzostwa Włoch w skokach narciarskich
Mistrzostwa Włoch w skokach narciarskich – coroczne zawody mające na celu wyłonienie mistrza Włoch w skokach narciarskich wśród kobiet i mężczyzn.
Po raz pierwszy mistrzostwa Włoch przeprowadzono w 1909 roku i rozegrano wówczas konkurs mężczyzn. Od 2004 roku w mistrzostwach Włoch rozgrywane są także zawody kobiece. W 2008 mistrzostwa kraju zostały rozegrane dwukrotnie: po raz pierwszy w sierpniu, a po raz drugi w październiku. Pierwsze mistrzostwa zostały uznane za krajowe mistrzostwa na rok 2008 (sezon 2007/2008), a drugie za mistrzostwa na rok 2009 (sezon 2008/2009). Do 2012 kolejne mistrzostwa były rozgrywane w letniej części sezonu. W sezonie 2012/2013 rozegrano zawody zarówno w części letniej, jak i zimowej, po czym powrócono do terminu letniego.
Najbardziej utytułowanym zawodnikiem w historii mistrzostw Włoch jest Sebastian Colloredo, który w latach 2003–2017 zdobył łącznie 29 medali: 22 złote, 3 srebrne i 4 brązowe.

## Mężczyźni

### Pojedyncze zawody
| Rok  | Złoto                                | Srebro                     | Brąz                 |
| ---- | ------------------------------------ | -------------------------- | -------------------- |
| 1909 | Paolo Kind                           | Mario Corti                | Filippo Corti        |
| 1910 | Mario Corti                          | Pierluigi Casali Rocca     | –                    |
| 1914 | Domenico Sandrini                    | Giovanni Rossi             | Battista Donati      |
| 1915 | Luigi Canali                         | Dionisio Matli             | Nino Castelli        |
| 1920 | Nino Castelli                        | Gianfranco Casati Brioschi | Momolo Camagni       |
| 1922 | Vittorio Collino                     | Mario Cavalla              | Giuseppe Ferrera     |
| 1923 | Sisto Demenego                       | Vittorio Collino           | Giuseppe Ferrera     |
| 1924 | Luigi Faure                          | Beniamino Gally            | Zaverio Antonietti   |
| 1925 | Luigi Faure                          | Ernesto Zardini            | Armando Lacedelli    |
| 1926 | Luigi Faure                          | –                          | –                    |
| 1927 | Domenico Patterlini                  | Luigi Faure                | Ernesto Zardini      |
| 1928 | Luigi Bernasconi                     | Vitale Venzi               | Luciano Zampatti     |
| 1929 | Vitale Venzi                         | Alessandro Masoero         | Gigi Soffietti       |
| 1930 | Vitale Venzi                         | Bruno Caneva               | Tino Ambrosetti      |
| 1931 | Ino Dallago                          | Mario Bonomo               | Enrico Moiso         |
| 1932 | Bruno Caneva                         | Antonio Rodeghiero         | Mario Bonomo         |
| 1933 | Vitale Venzi                         | Mario Bonomo               | Guglielmo Holzner    |
| 1934 | Mario Bonomo                         | Luciano Zampatti           | Mario Moizo          |
| 1935 | Bruno Caneva                         | Gualtiero Schmid           | Gino Rigoni          |
| 1936 | Bruno Da Col                         | Mario Bonomo               | Riccardo Rodeghiero  |
| 1937 | Roberto Lacedelli Delfo Ramella Paia | –                          | Giovanni Caneva      |
| 1938 | Riccardo Rodeghiero                  | Mario Bonomo               | Roberto Lacedelli    |
| 1939 | Bruno Da Col                         | Riccardo Rodeghiero        | Delfo Ramella Paia   |
| 1940 | Delfo Ramella Paia                   | Riccardo Rodeghiero        | Roberto Lacedelli    |
| 1941 | Mario Bonomo                         | Edoardo Nicolaucich        | Emilio Cimberle      |
| 1942 | Bruno Da Col                         | Augusti Frigo              | Carlo Alverà         |
| 1943 | Giuseppe Armand                      | Roberto Lacedelli          | Bruno Da Col         |
| 1946 | Giuseppe Muraro                      | Edy Bibbia                 | Carlo De Lorenzi     |
| 1947 | Bruno Da Col                         | Aldo Trivella              | Carlo De Lorenzi     |
| 1948 | Pietro Pennacchio                    | Aldo Trivella              | Igino Rizzi          |
| 1949 | Carlo De Lorenzi                     | Aldo Trivella              | Bruno Da Col         |
| 1950 | Carlo De Lorenzi                     | Bertillo Caneva            | Aldo Trivella        |
| 1951 | Bertillo Caneva                      | Aldo Trivella              | Igino Rizzi          |
| 1952 | Igino Rizzi                          | Aldo Trivella              | Silvano Silvagno     |
| 1953 | Aldo Trivella                        | Luigi Pennacchio           | Pietro Pertile       |
| 1954 | Aldo Trivella                        | Luigi Pennacchio           | Pietro Pertile       |
| 1955 | Aldo Trivella                        | Enzo Perin                 | Igino Rizzi          |
| 1956 | Tito Tolin                           | Enzo Perin                 | Nilo Zandanel        |
| 1957 | Enzo Perin                           | Nilo Zandanel              | Pietro Pertile       |
| 1958 | Luigi Pennacchio                     | Nilo Zandanel              | Dino De Zordo        |
| 1959 | Nilo Zandanel                        | Luigi Pennacchio           | Enzo Perin           |
| 1960 | Nilo Zandanel                        | Dino De Zordo              | Luigi Pennacchio     |
| 1961 | Dino De Zordo                        | Nilo Zandanel              | Bruno De Zordo       |
| 1962 | Bruno De Zordo                       | Dino De Zordo              | Giacomo Aimoni       |
| 1963 | Bruno De Zordo                       | Agostino De Zordo          | Luigi Pennacchio     |
| 1964 | Giacomo Aimoni                       | Nilo Zandanel              | Dino De Zordo        |
| 1965 | Nilo Zandanel                        | Mario Cecon                | Bruno De Zordo       |
| 1966 | Mario Cecon                          | Nilo Zandanel              | Bruno De Zordo       |
| 1967 | Nilo Zandanel                        | Agostino De Zordo          | Dino De Zordo        |
| 1968 | Ezio Damolin                         | Mario Cecon                | Agostino De Zordo    |
| 1969 | Albino Bazzana                       | Mario Cecon                | Ezio Damolin         |
| 1970 | Giacomo Aimono                       | Albino Bazzana             | Mario Cecon          |
| 1971 | Mario Cecon                          | Ezio Damolin               | Albino Bazzana       |
| 1972 | Mario Cecon                          | Albino Bazzana             | Ezio Damolin         |
| 1973 | Mario Cecon                          | Albino Bazzana             | Leonardo De Grignis  |
| 1974 | Ezio Damolin                         | Albino Bazzana             | Lido Tomasi          |
| 1975 | Francesco Giacomelli                 | Sandro Dalle Ave           | Lido Tomasi          |
| 1976 | Marcello Bazzana                     | Ermes De Grignis           | Lido Tomasi          |
| 1977 | Lido Tomasi                          | Ivano Wegher               | Francesco Giacomelli |
| 1978 | Lido Tomasi                          | Leo De Crignis             | Massimo Rigoni       |
| 1979 | Lido Tomasi                          | Francesco Giacomelli       | Ivano Wegher         |
| 1980 | Lido Tomasi                          | Massimo Rigoni             | Loris Stella         |
| 1981 | Lido Tomasi                          | Massimo Rigoni             | Ivano Wegher         |
| 1982 | Massimo Rigoni                       | Lido Tomasi                | Ivano Wegher         |
| 1983 | Lido Tomasi                          | Antonio Lacedelli          | Massimo Rigoni       |
| 1984 | Lido Tomasi                          | Sandro Sambugaro           | Paolo Rigoni         |
| 1985 | Lido Tomasi                          | Massimo Rigoni             | Carlo Pinzani        |
| 1986 | Antonio Lacedelli                    | Massimo Rigoni             | Lido Tomasi          |
| 1987 | Sandro Sambugaro                     | Virginio Lunardi           | Antonio Lacedelli    |
| 1988 | Roberto Cecon                        | Carlo Pinzani              | Virginio Lunardi     |
| 1990 | Virginio Lunardi                     | Ivo Pertile                | Sandro Sambugaro     |
| 1991 | Roberto Cecon                        | Ivo Pertile                | Ivan Lunardi         |
| 1992 | Ivan Lunardi                         | Carlo Pinzani              | Ivo Pertile          |
| 1993 | Ivan Lunardi                         | Roberto Cecon              | Ivo Pertile          |
| 1994 | Roberto Cecon                        | Ivan Lunardi               | Ivo Pertile          |
| 1995 | Roberto Cecon                        | Ivo Pertile                | Virginio Lunardi     |
| 1996 | Roberto Cecon                        | Andrea Longo               | Ivan Lunardi         |
| 1997 | Roberto Cecon                        | Ivan Lunardi               | Massimo Vellar       |
| 1998 | Roberto Cecon                        | Ivan Lunardi               | Massimo Vellar       |
| 1999 | Roberto Cecon                        | Ivan Lunardi               | Massimo Vellar       |
| 2000 | Andrea Longo                         | Ivan Lunardi               | Massimo Vellar       |
| 2001 | Roberto Cecon                        | Jochen Strobl              | Daniele Munari       |
| 2002 | Stefano Chiapolino                   | Simone Lepre               | Flavio Fruch         |
| 2003 | Alessio Bolognani                    | Stefano Chiapolino         | Sebastian Colloredo  |
| 2004 | Stefano Chiapolino                   | Andrea Morassi             | Alessio Bolognani    |

### Skocznia duża
| Rok                | Złoto               | Srebro              | Brąz                |
| ------------------ | ------------------- | ------------------- | ------------------- |
| 2005               | Sebastian Colloredo | Andrea Morassi      | Marco Beltrame      |
| 2006               | Andrea Morassi      | Sebastian Colloredo | Alessio Bolognani   |
| 2007               | Sebastian Colloredo | Andrea Morassi      | Alessio Bolognani   |
| 2008 (sierpień)    | Sebastian Colloredo | Davide Bresadola    | Andrea Morassi      |
| 2008 (październik) | Sebastian Colloredo | Alessandro Pittin   | Roberto Dellasega   |
| 2009               | Sebastian Colloredo | Alessandro Pittin   | Michael Lunardi     |
| 2010               | Sebastian Colloredo | Andrea Morassi      | Diego Dellasega     |
| 2011               | Sebastian Colloredo | Andrea Morassi      | Diego Dellasega     |
| 2012               | Sebastian Colloredo | Davide Bresadola    | Federico Cecon      |
| 2013 (styczeń)     | Sebastian Colloredo | Davide Bresadola    | Roberto Dellasega   |
| 2013 (październik) | Sebastian Colloredo | Andrea Morassi      | Davide Bresadola    |
| 2014               | Davide Bresadola    | Sebastian Colloredo | Andrea Morassi      |
| 2016               | Davide Bresadola    | Alex Insam          | Sebastian Colloredo |

### Skocznia normalna
| Rok                | Złoto               | Srebro                        | Brąz                |
| ------------------ | ------------------- | ----------------------------- | ------------------- |
| 2005               | Sebastian Colloredo | Andrea Morassi                | Stefano Chiapolino  |
| 2006               | Sebastian Colloredo | Andrea Morassi                | Alessio Bolognani   |
| 2007               | Sebastian Colloredo | Andrea Morassi                | Alessio Bolognani   |
| 2008 (sierpień)    | Sebastian Colloredo | Davide Bresadola              | Alessandro Pittin   |
| 2008 (październik) | Sebastian Colloredo | Alessandro Pittin             | Diego Dellasega     |
| 2009               | Sebastian Colloredo | Alessio De Crignis            | Michael Lunardi     |
| 2010               | Sebastian Colloredo | Andrea Morassi                | Samuel Costa        |
| 2011               | Sebastian Colloredo | Andrea Morassi                | Samuel Costa        |
| 2012 (wrzesień)    | Sebastian Colloredo | Andrea Morassi                | Davide Bresadola    |
| 2012 (grudzień)    | Sebastian Colloredo | Roberto Dellasega             | Federico Cecon      |
| 2013               | Sebastian Colloredo | Davide Bresadola              | Diego Dellasega     |
| 2014               | Sebastian Colloredo | Davide Bresadola              | Andrea Morassi      |
| 2015               | Alex Insam          | Roberto Dellasega             | Sebastian Colloredo |
| 2016               | Davide Bresadola    | Alex Insam                    | Sebastian Colloredo |
| 2017               | Davide Bresadola    | Sebastian Colloredo           | Daniele Varesco     |
| 2018               | Alex Insam          | Davide Bresadola              | Federico Cecon      |
| 2019               | Giovanni Bresadola  | Federico Cecon                | Alex Insam          |
| 2020               | Samuel Costa        | Francesco Cecon               | Giulio Bezzi        |
| 2021               | Francesco Cecon     | Alex Insam                    | Giovanni Bresadola  |
| 2022               | Giovanni Bresadola  | Alex Insam                    | Francesco Cecon     |
| 2023               | Francesco Cecon     | Giovanni Bresadola Alex Insam | –                   |
| 2024               | Alex Insam          | Francesco Cecon               | Andrea Campregher   |

## Kobiety
| Rok                | Złoto                                | Srebro                               | Brąz               |
| ------------------ | ------------------------------------ | ------------------------------------ | ------------------ |
| 2004               | Elena Runggaldier                    | Lisa Demetz                          | Valentine Prucker  |
| 2005               | Lisa Demetz                          | Elena Runggaldier                    | Roberta D’Agostina |
| 2006               | Roberta D’Agostina Elena Runggaldier | –                                    | Valentine Prucker  |
| 2007               | Lisa Demetz                          | Elena Runggaldier                    | Barbara Stuffer    |
| 2008 (sierpień)    | Elena Runggaldier                    | Lisa Demetz                          | Evelyn Insam       |
| 2008 (październik) | Lisa Demetz                          | Evelyn Insam                         | Elena Runggaldier  |
| 2009               | Lisa Demetz                          | Roberta D’Agostina Elena Runggaldier | –                  |
| 2010               | Lisa Demetz                          | Roberta D’Agostina                   | Elena Runggaldier  |
| 2011               | Evelyn Insam                         | Roberta D’Agostina                   | Lisa Demetz        |
| 2012               | Evelyn Insam                         | Elena Runggaldier                    | Roberta D’Agostina |
| 2013               | Elena Runggaldier                    | Manuela Malsiner                     | Roberta D’Agostina |
| 2014               | Evelyn Insam                         | Elena Runggaldier                    | Manuela Malsiner   |
| 2015               | Elena Runggaldier                    | Evelyn Insam                         | Lara Malsiner      |
| 2016               | Manuela Malsiner                     | Elena Runggaldier                    | Lara Malsiner      |
| 2017               | Manuela Malsiner                     | Elena Runggaldier                    | Lara Malsiner      |
| 2018               | Lara Malsiner                        | Veronica Gianmoena                   | Annika Sieff       |
| 2019               | Elena Runggaldier                    | Manuela Malsiner                     | Lara Malsiner      |
| 2020               | Lara Malsiner                        | Jessica Malsiner                     | Veronica Gianmoena |
| 2021               | Lara Malsiner                        | Annika Sieff                         | Jessica Malsiner   |
| 2022               | Jessica Malsiner                     | Lara Malsiner                        | Annika Sieff       |
| 2023               | Lara Malsiner                        | Jessica Malsiner                     | Annika Sieff       |
| 2024               | Annika Sieff                         | Lara Malsiner                        | Martina Ambrosi    |